# Campionato internazionale di scherma 1935
Il tredicesimo campionato internazionale di scherma si è svolto nel 1935 a Losanna, in Svizzera.
Il titolo di fioretto maschile individuale non fu assegnato in quanto i quattro atleti (gli italiani Gustavo Marzi e Giorgio Bocchino ed i francesi Édouard Gardère e René Lemoine) giunti alla poul finale si rifiutarono di disputare ulteriori incontri di spareggio. Furono pertanto assegnati 2 titoli femminili e 5 titoli maschili:
- femminile
  - fioretto individuale
  - fioretto a squadre
- maschile
  - fioretto a squadre
  - sciabola individuale
  - sciabola a squadre
  - spada individuale
  - spada a squadre

## Risultati

### Uomini
| Evento                          | Oro                                                                                             | Argento | Bronzo                                                                               |
| Spada                           |                                                                                                 | |                                                                                      |
| Spada individuale (dettagli)    | Hans Drakenberg                                                                                 | Paul Deydier                                                                                               | Saverio Ragno                                                                        |
| Spada a squadre (dettagli)      | Francia Georges Buchard Philippe Cattiau Marcel Desprets Paul Deydier Michel Pécheux            | Svezia Gustav Almgren Hans Drakenberg Gustaf Dyrssen Carl Gripenstedt Bertil Uggla Carl Johan Wachtmeister | Germania Eugen Geiwitz Heinz Heigl Siegfried Lerdon Stefan Rosenbauer                |
| Fioretto                        |                                                                                                 | |                                                                                      |
| Fioretto a squadre (dettagli)   | Italia Giorgio Bocchino Giulio Gaudini Gustavo Marzi Giuliano Nostini Ugo Purcaro Ciro Verratti | Francia René Bondoux René Bougnol André Gardère Édouard Gardère René Lemoine                               | Ungheria Béla Bay Pál Dunay Aladár Gerevich János Hajdú Ferenc Idrányi Lajos Maszlay |
| Sciabola                        |                                                                                                 | |                                                                                      |
| Sciabola individuale (dettagli) | Aladár Gerevich                                                                                 | Imre Rajczy                                                                                                | László Rajcsányi                                                                     |
| Sciabola a squadre (dettagli)   | Ungheria Tibor Berczelly Aladár Gerevich Endre Kabos Lajos Maszlay László Rajcsányi Imre Rajczy | Italia Giulio Gaudini Gustavo Marzi Aldo Masciotta Aldo Montano Vincenzo Pinton Emilio Salafia             | Germania Julius Eisenecker Hans Esser August Heim Heinrich Moos Richard Wahl         |

### Donne
| Evento                          | Oro                                                                        | Argento                                                                               | Bronzo                                                   |
| Fioretto                        |                                                                            |                                                                                       |                                                          |
| Fioretto individuale (dettagli) | Ilona Elek                                                                 | Ellen Preis                                                                           | Jenny Addams                                             |
| Fioretto a squadre (dettagli)   | Ungheria Erna Bogáti Ilona Elek Margit Elek Györgyné Rozgonyi Ilona Vargha | Austria Elisabeth Grasser Hilde Misof Ellen Preis Frieda von Gregurich Fritzi Wenisch | Germania Hedwig Haß Henni Jüngst Olga Oelkers Leni Oslob |

## Medagliere
| Posizione | Nazione  |   |   |   | Totale |
| --------- | -------- | - | - | - | ------ |
| 1         | Ungheria | 4 | 1 | 2 | 7      |
| 2         | Francia  | 1 | 2 | 0 | 3      |
| 3         | Italia   | 1 | 1 | 1 | 3      |
| 4         | Svezia   | 1 | 1 | 0 | 2      |
| 5         | Austria  | 0 | 2 | 0 | 2      |
| 6         | Germania | 0 | 0 | 3 | 3      |
| 7         | Belgio   | 0 | 0 | 1 | 1      |
| Totale    | Totale   | 7 | 7 | 7 | 21     |